# Grondeffect
Grondeffect is een natuurkundige principe dat optreedt wanneer een object zich vlak langs een oppervlakte beweegt. Bij luchtvaartuigen veroorzaakt dit effect additionele lift en een vermindering van de luchtweerstand. Een ekranoplan is een luchtvaartuig dat gebruikmaakt van dit principe. Verder werd in de Formule 1 een negatief grondeffect gebruikt om een zuigkracht te genereren (onder de voertuigen); wat in wezen leidt tot een lager zwaartepunt. Het gebruik hiervan werd verboden vanaf 1983 maar maakte zijn terugkeer na een grondige wijziging van de regels in 2022.

## Principe

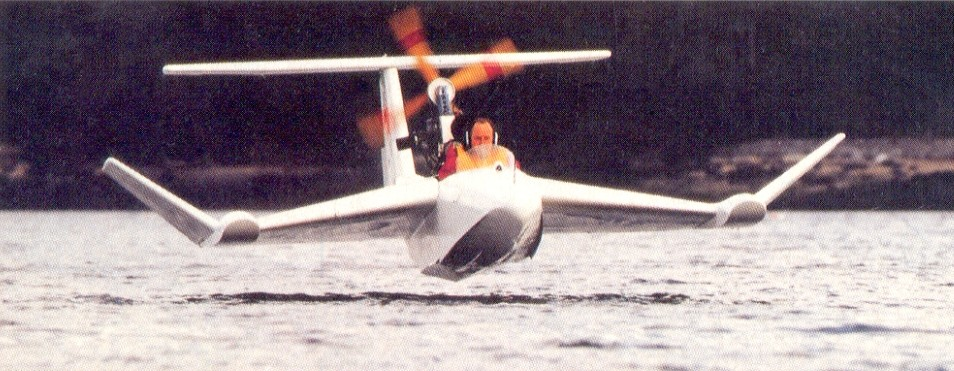
Eenpersoons ekranoplan genaamd "Navion", gebouwd door Serge Pennec in Bretagne.

De ruimte die beschikbaar is voor de luchtstromingen onderlangs een object neemt af, naarmate een object dichter bij een oppervlakte komt. De verhindering van de luchtstroom zorgt ervoor dat deze wordt vertraagd. De wet van Bernoulli stelt dat de energiedichtheid constant is, wat betekent dat een snelheid verlaging resulteert in een verhoging van de druk. De verhoging van de druk leidt tot een groter dynamisch liftvermogen. Tegelijkertijd beweegt het zwaartepunt ook naar achteren. Verder beweegt het luchtkussen dat gevormd wordt zich mee naar voren met het object. Het glijgetal van een vliegtuig beschrijft de verhouding tussen de lift en de luchtweerstand. Bij het naderen van een oppervlakte neemt dit getal 2,5 tot 3 keer toe. Vandaar dat er een verbetering is in de efficiëntie van de vleugels van een vliegtuig, wat leidt tot meer lift.